# Succisa australis
Succisa australis là một loài thực vật có hoa trong họ Kim ngân. Loài này được (Wulfen) Rchb. miêu tả khoa học đầu tiên..